# Foundling Hospital
Le Foundling Hospital est une ancienne institution londonienne fondée en 1739 par l'officier de marine et philanthrope Thomas Coram pour recueillir les enfants abandonnés en vue de leur assurer soin, éducation et placement. L'institution, après avoir déménagé dans les années 1920, disparaît en 1951. Ce qui reste du Foundling Hospital est devenu depuis un musée (le Foundling Museum) et une fondation, qui n'ont plus rien à voir avec l'établissement d'origine. 
Entre-temps, l'orphelinat devient la première galerie d'art jamais ouverte en Angleterre : les œuvres exposées  dans les années 1740-1760, ainsi que les concerts organisés, permirent de mieux financer l'établissement et d'attirer plus de dons et c'est sans doute l'une des premières fois où sont associés arts et soins en Occident, et l'invention du charity business.

## Histoire
Les premiers enfants furent admis le 25 mars 1741, en un lieu temporaire, une maison située à Hatton Garden. On ne posait alors aucune question concernant l'enfant ou les parents mais souvent les parents déposaient avec l'enfant un signe distinctif. Il s'agissait le plus souvent de pièces marquées, de babioles, de morceaux d'étoffe ou de rubans, de vers écrit sur un morceau de papier. Ces signes et les vêtements (si l'enfant en portait) étaient soigneusement enregistrés. L'une de ces inscriptions disait par exemple, « Papier sur la poitrine, guenille sur la tête ». Comme les enfants déposés se faisaient plus nombreux, on mit au point un système de tirage au sort, constitué de boules rouges, blanches et noires. 
Les enfants, n'étaient que rarement admis après l'âge de douze mois. À leur arrivée, ils étaient envoyés chez une nourrice à la campagne, où ils restaient jusqu'à l'âge de quatre ou cinq ans, avant de revenir à l'hôpital. À seize ans, les filles étaient généralement apprenties domestique pour quatre années ; à quatorze ans les garçons étaient apprentis dans divers métiers pour sept années. 
En septembre 1742, la première pierre du nouvel Hospital fut posée en un lieu nommé Bloomsbury, au nord de Great Ormond Street et à l'ouest de Gray's Inn Lane. Les plans du nouveau bâtiment sont dessinés par l'architecte Theodore Jacobsen comme un bâtiment en briques pleines comportant deux ailes et une chapelle, construites autour d'une vaste cour. L'aile ouest fut achevée en octobre 1745. L'aile est fut ajoutée en 1752 « afin que les filles puissent être séparées des garçons ». Le nouvel Hospital fut décrit comme « le monument le plus imposant érigé en dix-huit siècles de bienveillance » et devint l'œuvre de charité la plus populaire de Londres, du fait que certains artistes s'y intéressèrent.

### Les arts au service des enfants

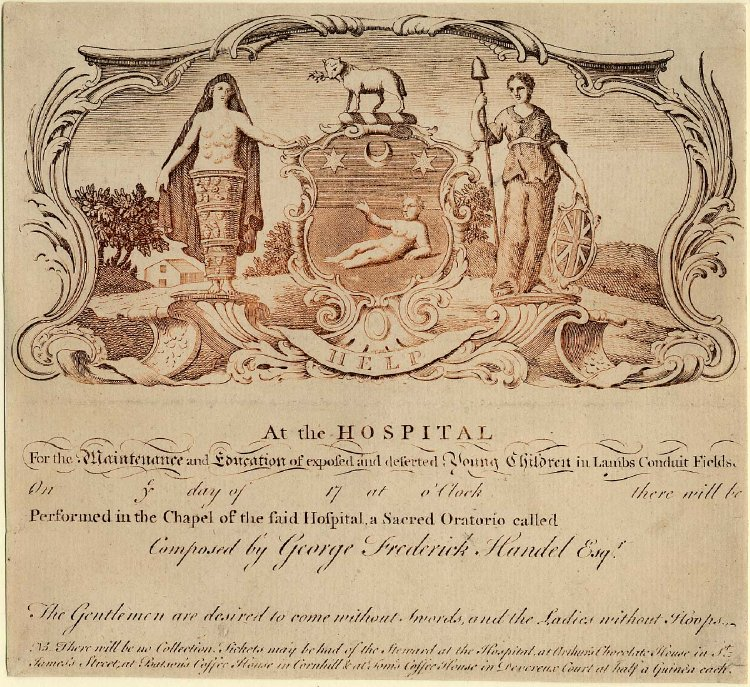
Armes du Foundling Hospital, gravure d'après Hogarth (vers 1750).

L'idée d'introduire des œuvres d'art dans le bâtiment afin d'attirer de riches donateurs et d'en reverser une partie du produit des ventes à la direction de l'orphelinat est le fait de William Hogarth, qui n'avait lui-même pas d'enfant. Au début des années 1740, l'endroit sensibilise des artistes. Ainsi, en mai 1749, le musicien Georg Friedrich Haendel est nommé gouverneur et y donne des concerts de charité dans la chapelle, afin de financer le nouveau lieu. L'endroit devient progressivement à la mode, ou pour le moins fréquentable : le but était de placer des enfants dans de riches familles, de collecter toujours plus de dons. Le Parlement britannique avait en effet été alarmé par l'augmentation des coûts d'entretien : outre le budget prévisionnel du nouveau bâtiment, couvert par une dotation spéciale et des événements comme le concert de Haendel, les frais de fonctionnement s'élevaient en 1749 à plus d'un demi million de £, une somme considérable à l'époque, pour s'occuper de près de 15 000 orphelins. Sur ce nombre, seulement 30 % survivaient, le taux de mortalité infantile étant à cette époque considérable.
Hogarth va donc organiser dans l'une des salles du nouveau bâtiment une série d'expositions, qui devient historiquement le premier espace consacré en Angleterre à l'art. Ces expositions préfigurent celles de la Society of Artists instituée en 1760, puis celles de la Royal Academy à partir de 1768.
Hogarth fit un grand portrait du capitaine Coram en 1740. Il dessina les uniformes du personnel et le blason de l'établissement. Il fit venir de nombreux confrères, ceux qu'il côtoyait dans les gentlemen's clubs, des sociétés d'artistes, d'érudits et d'aristocrates collectionneurs.
Les murs du Foundling Hospital se couvrent bientôt de tableaux de Joshua Reynolds, Thomas Gainsborough, Richard Wilson, Francis Hayman, ou encore Benjamin West, qui conçut une pièce pour l'autel de la chapelle. Certaines toiles furent offertes et d'autres, gagnées par des membres de l'institution à la loterie. L'organisation des expositions fut prise en charge un temps par la Society of Dilettanti. La plupart de ces œuvres, inestimables, sont exposées au Foundling Museum.

### La maltraitance
Un épisode tragique illustre la maltraitance réservée aux enfants à cette époque : l'affaire Elizabeth Brownrigg (1720–1767). Employée comme infirmière, elle frappait à mort de nombreux jeunes enfants au point qu'une plainte fut déposée devant le Old Bailey, et, le juge, convaincu, la fit pendre à Tyburn.

### Nouveaux bâtiments, fermeture et transformations
Dans les années 1920, les enfants et le personnel sont déplacés à la campagne, dans un ancien couvent situé à Redhill (Surrey), et ce, pour des raisons sanitaires, pour finir à Berkhamsted. Les anciens bâtiments londoniens, immenses, devaient un temps servir à remplacer les halles de Covent Garden, le marché central de Londres. Les terrains sont peu à peu cédés à des promoteurs au bénéfice de l'orphelinat. En 1951, une loi britannique met fin au système des orphelinats. Une partie du terrain avait été transformée en parc pour les enfants, une autre servit à construire en 1937 un centre d'éducation scolaire, puis, devint le local du Foundling Museum, attenant à la Thomas Coram Foundation for Children (en), laquelle existe toujours.